# Vse rože sveta

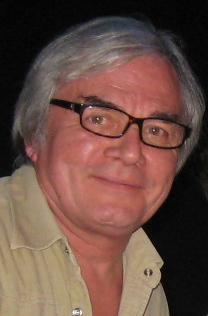
Lado Leskovar, intérprete de la canción, en 2007.

«Vse rože sveta» —en español: «Todas las flores de este mundo»— es una canción compuesta por Urban Koder e interpretada en esloveno por Lado Leskovar. Se lanzó como sencillo en 1967 mediante PGP RTB. Fue elegida para representar a Yugoslavia en el Festival de la Canción de Eurovisión de 1967 tras ganar la final nacional yugoslava, Eurovizija 1967.

## Festival de Eurovisión

### Eurovizija 1967
Esta canción participó en la final nacional para elegir al representante yugoslavo del Festival de la Canción de Eurovisión de 1967, celebrada el 19 de febrero de ese año en los estudios de televisión de la Radiotelevisión eslovena en Liubliana. Fue presentada por Tomaz Tercek. Un jurado de nueve miembros se encargó de la votación. Finalmente, la canción «Vse rože sveta», interpretada por Lado Leskovar, se declaró ganadora con 25 puntos.

### Festival de la Canción de Eurovisión 1967
Esta canción fue la representación yugoslava en el Festival de Eurovisión 1967. La orquesta fue dirigida por Mario Rijavec.
La canción fue interpretada 15.ª en la noche del 8 de abril de 1967 por Lado Leskovar, precedida por Mónaco con Minouche Barelli interpretando «Boum badaboum» y seguida por Italia con Claudio Villa interpretando «Non andare più lontano». Al final de las votaciones, la canción había recibido 7 puntos, quedando en 8.º puesto de un total de 17.
Fue sucedida como representación yugoslava en el Festival de 1968 por Dubrovački Trubaduri con «Jedan dan».

## Formatos
| Yugoslavia - EP |                                                     |          |  |
| N.º             | Título                                              | Duración |  |
| 1.              | «Vse rože sveta»                                    |          |  |
| 2.              | «Orly»                                              |          |  |
| 3.              | «Potraži me u predgrađu»                            |          |  |
| 4.              | «Jokal bom na dežju (J'irai pleurer sous la pluie)» |          |  |

## Créditos
- Lado Leskovar: voz
- Urban Koder: composición
- Milan Lindič: letra
- Mario Rijavec: instrumentación
- Zabavni Orkestar RTV Ljubljana: orquesta
- PGP RTB: compañía discográfica

Fuente:

## Historial de lanzamiento
| Región     | Fecha | Formato                | Discográfica | Ref.  |
| ---------- | ----- | ---------------------- | ------------ | ----- |
| Yugoslavia | 1967  | Disco de vinilo 7", EP | PGP RTB      | [ 1 ] |